# گوکهایم
گوکهایم (به آلمانی: Guckheim) یک شهر در آلمان است که در وستروالدکرایس واقع شده‌است.